# Komitet Czeczenia
Komitet Czeczenia (fr. Comіté Tchétchénіe) - stowarzyszenie utworzone w Paryżu w 1999, w momencie rozpoczęcia II wojny czeczeńskiej.
Głównym zadaniem Komitetu jest wspieranie emigracyjnego rządu Czeczenii, oraz finansowa i społeczna pomoc czeczeńskim imigrantom we Francji i innych krajach Zachodniej Europy. Komitet prowadzi aktywną działalność, organizując pikiety ambasady rosyjskiej w Paryżu, oraz przedstawicielstw firm rosyjskich, oraz publikując broszury i książki.